# Джон Босток
Джон Джозеф Босток (англ. John Bostock, нар. 15 січня 1992, Лондон) — англійський та тринідадський футболіст, півзахисник «Ланса».
Він дебютував за «Крістал Пелес» у віці 15 років. У 2008 році він підписав контракт з «Тоттенгем Готспур» за £700,000. Він провів лише чотири матчі за «Тоттенгем», причому жодного з них у Прем'єр-лізі і провів більшу частину свого часу в оренді в клубах футбольної ліги, а також у канадському «Торонто» з МЛС. У 2013 році він був звільнений і переїхав у Бельгію, де представляв команди «Антверпен» і «Ауд-Геверле», після чого став грати за французький «Ланс».
Народившись в Англії, Босток виступав за цю збірну до 19-річного рівня. В 2016 році йому дозволили представляти свою історичну батьківщину Тринідад і Тобаго на дорослому міжнародному рівні.

## Клубна кар'єра

### «Крістал Пелес»
Босток зробив свій дебют в чемпіонаті 29 жовтня 2007 року у віці 15 років і 287 днів, зігравши 20 хвилин після виходу на заміну замість Бена Вотсона в матчі проти «Вотфорда» (0:2) на стадіоні «Селгерст Парк», ставши наймолодшим гравцем «кришталевих» в історії. Він також став наймолодшим в історії «Пелеса» гравцем, що виходив у основному складі. Це сталось у віці 15 років і 295 днів, 6 листопада 2007 року в матчі проти «Кардіфф Сіті» на «Нініан Парк».

### Тоттенгем Готспур

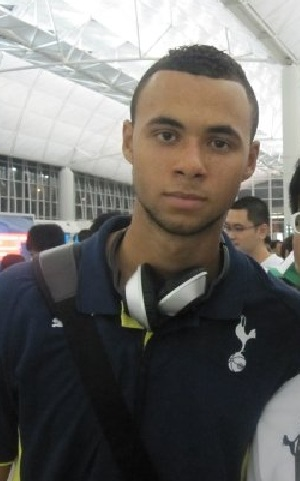
Джон Босток під час виступів за «Тоттенгем». 2009 рік.

30 травня 2008 року «Тоттенгем» оголосив про підписання Бостока на їх клубному сайті. «Крістал Пелес» пізніше виступив із заявою, заперечуючи інформацію, що була досягнута домовленість з «Тоттенгемом». «Тоттенгем» і «Крістал Пелес» вступив у переговори, але угода не була досягнута, через що справа вирішувалась в суді. 9 липня суд заявив, що «Тоттенгем» заплатить £700,000 за Бостока, з додатковими виплатами в розмірі до £1,25 млн в залежності від результатів виступів, а також £200,000 у випадку його міжнародного дебюту. Крім того «Крістал Пелес» отримав право на 15 % від прибутку «Тоттенгема»  з будь-якого майбутнього продажу Бостока.
6 листопада 2008 року Босток дебютував в матчі Кубка УЄФА проти загребського «Динамо», вийшовши на заміну, і ставши наймолодшим гравцем, який коли-небудь грав за «шпор» в 16 років і 295 днів, побивши попередній рекорд Еллі Діка на шість днів. Босток зробив ще два виступи в Кубку УЄФА в тому сезоні, однак після цього надовго вилетів з основи лондонців і наступної появи довелося чекати до січня 2012 року, коли він з'явився в Кубку Англії в матчі проти «Челтнем Таун».

### Оренди
13 листопада 2009 року Босток приєднався до клубу Першої ліги «Брентфорда» на місяць, отримавши номер 17. Босток забив двічі у своєму дебютному проти «Міллволла»
6 серпня 2010 року Босток приєдналися до «Галл Сіті» на правах оренди на сезон. В дебютному матчі проти Свонсі 7 серпня він забив гол з 30-ярдів.  31 грудня 2010 року «Тоттенгем» оголосив про те, що Босток повернувся раніше через невдалу оренду в Галл Сіті.
Босток приєднався до «Шеффілд Венсдей» на правах оренди 30 січня 2012 року на другу частину сезону 2011/12. Він дебютував на наступний день, вийшовши на заміну в матчі проти «МК Донс» (1:1)., проте був відкликаний у «Тотенгем» у березні після тільки чотирьох ігор за клуб.
Босток приєднався до клубу «Свіндон Таун» на правах оренди  22 березня 2012 року на другу частину сезону, після того, як менеджер «Тоттенгема» Гаррі Реднапп сказав, що це буде добре для нього, щоб грати під керівництвом Паоло Ді Каніо. Він дебютував за городян 25 березня 2012 року в матчі фіналу трофею футбольної ліги, який «Свіндон» програв з рахунком 2:0 «Честерфілду». В чемпіонаті дебютував у грі проти «Джиллінгема» 21 квітня..
30 серпня 2012 року орендна угода була продовжена до січня 2013 року., через що Босток повернувся в «Тоттенгем» лише 7 січня 2013 року.

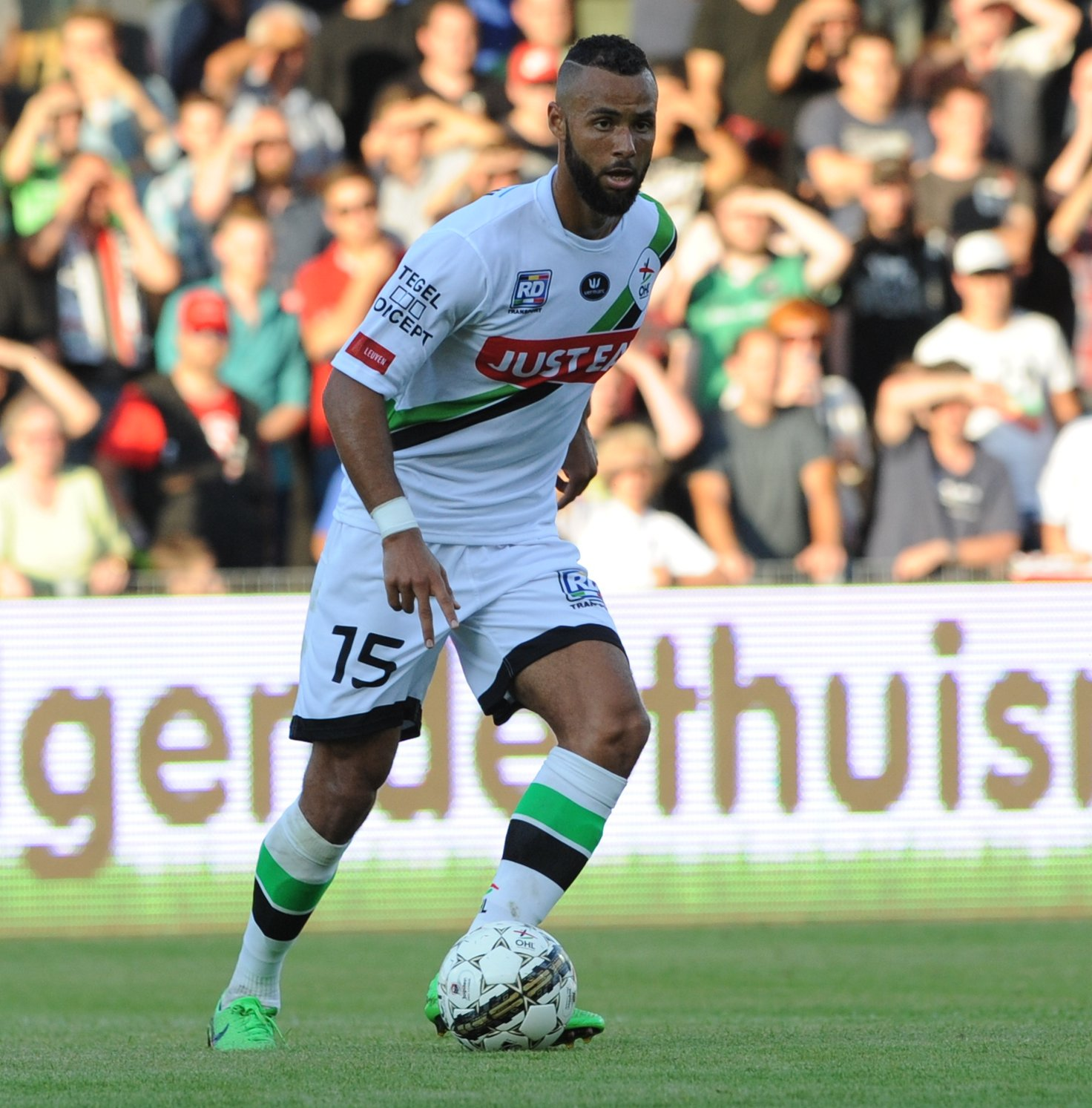
Джон Босток під час виступів за «Ауд-Геверле». 29 серпня 2015 року.

У лютому 2013 року повідомлялося, що Босток був на перегляді в двох різних клубах МЛС з метою оренди. Босток офіційно приєднався до «Торонто» 8 березня 2013 року, і дебютував за команду на наступний день в домашній перемозі 2:1 над клубом «Спортінг Канзас-Сіті», де він був замінений на 85-й хвилині. 24 травня 2013 року Босток покинув «Торонто» у зв'язку із закінченням терміну оренди в клубі. 7 червня 2013 року англійська Прем'єр-Ліга підтвердила, що Босток став одним із гравців Прем'єр-Ліги гравців, які були звільнені від контрактів у своїх клубах і стали вільними агентами, рекламуючи їх для інших клубів. Офіційне оголошення від «Тоттенгема» було видане 10 червня 2013 року, написавши список гравців, в який увійшов і Босток, що не перепідписали контракт з клубом і були звільнені.

### Виступи в Бельгії
11 липня 2013 року Босток приєднався до клубу «Антверпен» з бельгійського другого дивізіону, який очолював легендарний Джиммі Флойд Гассельбайнк. Незважаючи на те, що Джон забив всього один гол за клуб, він віддав 16 результативних передач у свій перший сезон і допоміг команді зайняти 6-те місце у чемпіонаті, чого ледь не вистачила для виходу в плей-оф за право участі у найвищому дивізіоні.
Його сильні виступи принесли зацікавленість від клубу «Ауд-Геверле», куди він перейшов на початку нового сезону. У своєму другому сезоні в Бельгії Босток виступив ще краще, допомігши своїй новій команді виграти плей-оф та вийти до вищого дивізіону, забивши 13 голів і віддавши 19 результативних передач в усіх турнірах.

### Ланс

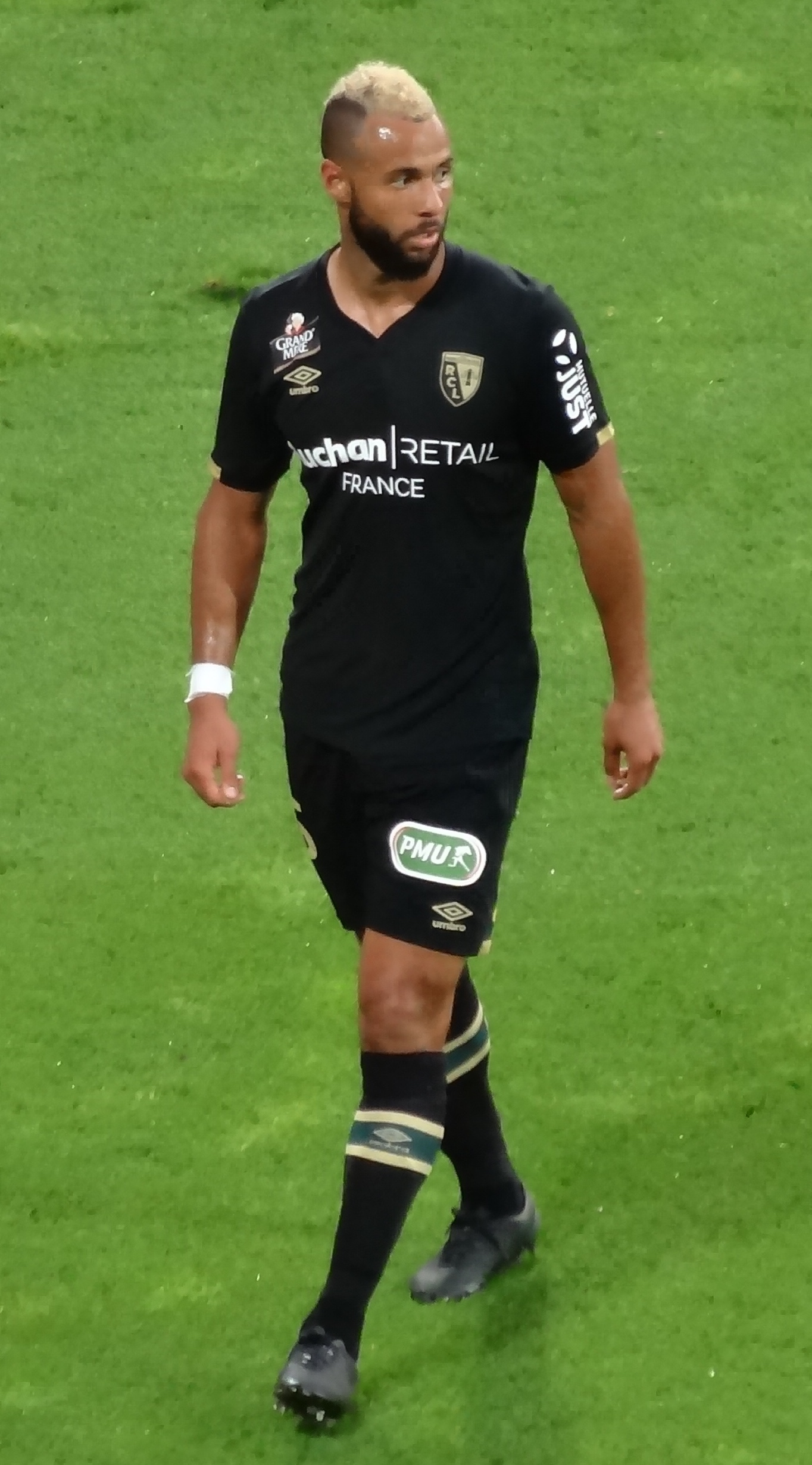
Джон Босток під час виступів за «Ланс». 22 липня 2016 року.

5 липня 2016 року Босток приєднався до клубу французької Ліги 2 «Ланса», підписавши контракт на два роки.
9 серпня 2016 року Босток забив свій перший гол за клуб зі штрафного удару в грі проти «Аяччо» в кубку французької ліги.
Він забив свій перший гол у чемпіонаті 15 серпня 2016 року у грі проти «Німа» .
Босток був названий гравцем місяця Ліги 2 в вересні, а потім і в жовтні 2016 року.

## Міжнародна кар'єра
Босток був капітаном збірної Англії до 17 років.
Він мав право представляти Англію, Тринідад і Тобаго та Шотландію. У березні 2013 року Федерація футболу Тринідаду і Тобаго оголосила про те, що він проявляє інтерес виступати за клуб на міжнародному рівні. Три роки потому, 18 березня 2016 року, він був обраний для подвійного протистояння з Сент-Вінсент і Гренадинами в рамках кваліфікації чемпіонату світу 2018 року.

## Статистика
| Клуб                | Сезон   | Ліга      | Ліга      | Кубок            | Кубок            | Кубок ліги  | Кубок ліги  | Єврокубки | Єврокубки | Інше  | Інше  | Всього | Всього |
| Клуб                | Сезон   | Ігри      | Голи      | Ігри             | Голи             | Ігри        | Голи        | Ігри      | Голи      | Ігри  | Голи  | Ігри   | Голи   |
| ------------------- | ------- | --------- | --------- | ---------------- | ---------------- | ----------- | ----------- | --------- | --------- | ----- | ----- | ------ | ------ |
| «Крістал Пелес»     | 2007–08 | 4         | 0         | 1                | 0                | 0           | 0           | 0         | 0         | 0     | 0     | 5      | 0      |
| «Тоттенгем Готспур» | 2008–09 | 0         | 0         | 0                | 0                | 0           | 0           | 3         | 0         | 0     | 0     | 3      | 0      |
| «Брентфорд»         | 2009–10 | 9         | 2         | 1                | 0                | 0           | 0           | 0         | 0         | 0     | 0     | 10     | 2      |
| «Галл Сіті»         | 2010–11 | 11        | 2         | 0                | 0                | 0           | 0           | 0         | 0         | 0     | 0     | 11     | 2      |
| «Тоттенгем Готспур» | 2011–12 | 0         | 0         | 1                | 0                | 0           | 0           | 0         | 0         | 0     | 0     | 1      | 0      |
| «Шеффілд Венсдей»   | 2011–12 | 4         | 0         | 0                | 0                | 0           | 0           | 0         | 0         | 0     | 0     | 4      | 0      |
| «Свіндон Таун»      | 2011–12 | 3         | 0         | 0                | 0                | 0           | 0           | 0         | 0         | 1     | 0     | 4      | 0      |
| «Свіндон Таун»      | 2012–13 | 8         | 0         | 0                | 0                | 0           | 0           | 0         | 0         | 1     | 0     | 9      | 0      |
| Канада              | Канада  | МЛС       | МЛС       | Чемпіонат Канади | Чемпіонат Канади | Плей-оф МЛС | Плей-оф МЛС | КОНКАКАФ  | КОНКАКАФ  | Інше2 | Інше2 | Всього | Всього |
| «Торонто»           | 2013    | 7         | 0         | 2                | 0                | 0           | 0           | 0         | 0         | 0     | 0     | 9      | 0      |
| Бельгія             | Бельгія | Чемпіонат | Чемпіонат | Кубок            | Кубок            | Кубок ліги  | Кубок ліги  | УЄФА      | УЄФА      | Інше2 | Інше2 | Всього | Всього |
| «Антверпен»         | 2013-14 | 29        | 1         | 0                | 0                | 0           | 0           | 0         | 0         | 0     | 0     | 29     | 1      |
| «Антверпен»         | 2014–15 | 2         | 0         | 0                | 0                | 0           | 0           | 0         | 0         | 0     | 0     | 2      | 0      |
| «Ауд-Геверле»       | 2014–15 | 28        | 11        | 0                | 0                | 0           | 0           | 0         | 0         | 5     | 2     | 33     | 13     |
| Франція             | Франція | Чемпіонат | Чемпіонат | Кубок            | Кубок            | Кубок ліги  | Кубок ліги  | УЄФА      | УЄФА      | Інше  | Інше  | Всього | Всього |
| «Ланс»              | 2016-17 | 17        | 5         | 1                | 0                | 1           | 1           | 0         | 0         | 0     | 0     | 19     | 6      |
| Всього              | Всього  | 122       | 21        | 6                | 0                | 1           | 1           | 3         | 0         | 7     | 2     | 139    | 24     |

## Досягнення
Англія U16
- Victory Shield: 2006

Свіндон Таун
- Футбольна друга ліга: 2011-12

Ауд-Геверле
- Бельгійський другий дивізіон: плей-оф 2014-15

Індивідуальні
- Гравець сезону Бельгійського другого дивізіону: 2014-15[40]
- Гравець місяця Ліги 2: вересень 2016, жовтень 2016